# Dausara
Dausara là một chi bướm đêm thuộc họ Crambidae.